# Otevřená společnost a její nepřátelé
Otevřená společnost a její nepřátelé je kniha filozofa Karla Raimunda Poppera narozeného v Rakousku.
Dílo je o politické filozofii, v němž autor představuje „obranu otevřené společnosti proti nepřátelům“ a nabízí kritiku teorie teleologického historicismu, podle které se dějiny neúprosně odvíjejí podle univerzálních zákonů. Popper kritizuje Platóna, Hegela nebo Marxe jako autory, kteří se jako zastánci totalitarismu opírají právě o historicismus, který Popper silně odmítá.
Dichotomie „společnost otevřená a uzavřená“ poprvé použil Henri Bergson v práci Dvojí pramen mravnosti a náboženství, který „rozlišil morálku otevřenou, založenou na osobní odpovědnosti, jež je tvořivá a nezávislá na společnosti, a morálku uzavřenou, která je založena na tlaku společnosti, je neosobní, probíhá automaticky a instinktivně a sleduje udržení stávajících spol. zvyklostí“. Otevřenou společnost definuje Popper jako společnost, kde „příslušníci usilují o společenský vzestup a chtějí zaujmout místo jiných příslušníků, což může vést k důležitému společenskému jevu – třídnímu boji“.
Autor v knize nastiňuje některé obtíže, které stojí před naší civilizací. Ta může podle Poppera směřovat k lidskosti, svobodě a rovnosti, nebo k totalitě. 

## Vydání
K rozhodnutí knihu napsat dospěl Popper v březnu 1938, v den, kdy se dozvěděl o vpádu Německa do Rakouska. V době, kdy byla kniha dokončena, Popper žil na Novém Zélandu, takže vydání vyžadovalo pomoc kolegů. Tuto pomoc poskytli filozofové Ernst Gombrich a Friedrich Hayek. Psaní se protáhlo do roku 1943, takže obsah knihy je částečně poznamenán nejistým průběhem války. Kniha byl publikována v roce 1945 v Londýně. 
Česky vyšla jeho kniha poprvé v roce 1994 (v roce jeho smrti) v nakladatelství ISE v edici OIKÚMENÉ ve dvou svazcích rozdělených tematicky na část I – Uhranutí Platónem a II – Vlna proroctví: Hegel, Marx a co následovalo, v překladu Miloše Caldy a Jany Odehnalové (opravené vydání 1. dílu vyšlo v nakladatelství Oikúmené roku 2011, opravené vydání 2. dílu roku 2015). K textu autor připojil Poznámky obsahující odkazy a polemiky, které běžný čtenář nemusí číst, nicméně jsou přínosem pro odborníky. 
Poznámky tvoří celkově celou třetinu díla; v první části zabírají téměř polovinu svazku.

## Obsah

### Svazek I: Uhranutí Platónem
První svazek knihy, Uhranutí Platónem, je útokem na Platónovu Politeiu. Podle Poppera je ideální obraz společnosti, který je v něm popsán, nesmírně uzavřený. Platónův ideální stav je ten, kdy je stát založen na přísných třídních rozdílech. Vládnoucí třída má být nadřazena natolik, aby nemohla být nikým ohrožena. Cizinci nemohou být považováni za rovnocenné lidi. Platón podle Poppera není ničím jiným než zastáncem reakce proti rodící se athénské demokracii za Periklea, kde byly přítomny první známky humanistické, rovnostářské, tedy otevřené společnosti.
Základním rysem Poppera v této knize je rozeznávání vždy 2 základních typů v každé jednotlivé kategorii, tzv. dichotomie, ať už se jedná o teoretické, metodologické nebo i praktické otázky. V každé takové kategorii, kterou rozdělí je pro něj jeden z těchto typů obhajitelný a správný a ten druhý naopak odmítá. Příkladem může být rozpor mezi autory Platónem a Sokratem nebo otevřená vs. uzavřená společnost.
Podstatou této části knihy je z velké části analýza Platónovy sociální filozofie. Popper nesouhlasí s obdivem Platóna jako velkého myslitele, naopak ho považuje spíše za někoho, kdo má z jisté míry podíl na ničení konceptu svobody. Platón je pro Poppera někým, kdo zastával velice výrazně antidemokratické, nebo jak on zmiňuje, dokonce totalitní ideje. Z tohoto úhlu pohledu je potom Popperova kritika Platóna zároveň i kritikou jeho soudobé společnosti, která je stejnými problémy ohrožena. Srovnává podobnosti Platónovy teorie spravedlnosti s teorií moderního totalitarismu.
Mnoho myšlenek z této knihy je relevantních i v 21. století. Například se zabýval obavou, že by se z otevřené společnosti mohla stát společnost "odosobněná či abstraktní", což by znamenalo, že se lidé postupně přestanou stýkat osobně a klasický lidský kontakt nutný pro komunikaci bude nahrazen přes přístroje z izolace. Lidé ale mají své sociální potřeby, které v této abstraktní společnosti nelze nalézt.
Tzv. velká generace, ke které se řadí významní řečtí filozofové zformulovali nauku, která již nemá magický charakter tabu, ale kde zásady člověka jsou jím samotným vytvořené a jsou dané konvencemi. Popper uvádí, že to byli právě Řekové, kteří započali revoluci přechodu od uzavřené k otevřené společnosti, která je podle Poppera stále jen ve svém začátku. Víra v rozum, svobodu a bratrství je ta správná a jediná možná víra otevřené společnosti a otevřená společnost je pro člověka jedinou možnou volbou. 
V první části knihy Popper také představuje takzvaný paradox tolerance. Popisuje ho následovně: „Neomezená tolerance musí vést k zániku tolerance. Jestliže uplatníme neomezenou toleranci i vůči těm, kdo jsou netolerantní, jestliže nebudeme ochotni bránit tolerantní společnost proti netolerantním lidem, pak budou tolerantní lidé zničeni a s nimi i tolerance.“

### Svazek II: Vlna proroctví: Hegel, Marx a co následovalo
V překladu z roku 1950 se tento svazek nazývá Příliv proroctví: Hegel, Marx a následky. V tomto svazku Popper útočí na Hegelův historicismus a Marxův historický materialismus. Podle Poppera jsou tyto směry založeny na falešné představě, že lidská historie má zákony, na jejichž základě lze historii předvídat. Podle Poppera ji však nelze určit. Takové zákony mohou být vytvořeny pouze jako předběžné hypotézy, a proto by neměly sloužit jako vodítko pro revoluční politickou akci.
Podle Poppera nebyl Hegel někým jiným než obyčejným zastáncem pruského absolutismu. Jeho učení vyznívá tak, že stát je všechno a jednotlivec není nic. Popper explicitně následuje Schopenhauera, který nazval Fichteho údernou čelistí a Hegela šarlatánem. Téměř všechny myšlenky moderního absolutismu jsou přímým dědictvím Hegela, včetně kmenového ideálu hrdinného člověka, zejména v jeho fašistické podobě.
Marxovi se dostává trochu většího uznání, protože jeho ideálem jistě musela být otevřená společnost. Nakonec byl jedním z těch, kteří brali ideály roku 1789 (svoboda, rovnost, bratrství) vážně, ale vycházel ze špatných teorií. Proto byl falešným prorokem, a to mělo dalekosáhlé důsledky. Marxisté předpokládali třídní boj. Když za sebou postavili dělníky a získali velký vliv v parlamentní demokracii, tak nevěděli, co s tím. Ve své strategii nadále předvídali (více či méně) násilné svržení buržoazie. Marx mluvil jazykem války. A fašisté jednali. Demokracie na to neměla odpověď, protože zničení demokracie mohlo revoluci jen podpořit.

## Přijetí díla a jeho vliv
Popperova kniha zůstává jako jedna z nejpopulárnějších obran západních liberálních hodnot v poválečném období a to díky jeho kritice Platóna, Hegela a Marxe, která byla brána jako útok na totalitní myšlení. Britský filozof Gilbert Ryle, který recenzoval Popperovu knihu souhlasil s jeho výrokem o tom, že „Platón byl Sokratův Jidáš“, jelikož to pro co Sokratés žil a zemřel, byly stejné věci, které se Platón snažil zničit a vyvrátit.
Otevřená společnost a její nepřátelé byla velebena filozofem Bertrandem Russellem, který nazval tuto knihu „dílem nejvyšší důležitosti“ a „ráznou a hlubokou obranou demokracie“. Americký filozof Sidney Hooks, který proslul svou kritikou totalitarismu a fašismu se o knize vyjádřil, že je to rafinovaně argumentovaná a vášnivě napsaná kritika historicistických myšlenek, které ohrožují lásku, svobodu a otevřenou společnost. Na druhou stranu Hooks kritizoval Poppera, že četl Platóna příliš doslovně, když se mu to hodí a je si příliš jistý pravým významem Platónových textů, i když je smysl dvojznačný.
I další filozofové byli vůči dílu kritičtí. Walter Kaufman, německo-americký filozof, uznal, že Popperova práce obsahuje důležité poznatky, jako je například útok na totalitarismus. Přesto však shledal, že má mnoho vážných chyb. Popperovy interpretace Platóna trpěly vadami, a že Popper podal komplexní proklamací starých mýtů o Hegelovi.
Marxistický filozof Maurice Cornforth ve svém díle The Open Philosophy and the Open Society: A Reply to Dr. Karl Popper's Refutations of Marxism (1968) bránil marxismus před Popperovou kritikou. I přes nesouhlas s Popperovými myšlenkami prohlásil, že je „možná jeden z nejpřednějších“ kritiků marxismu. Robert C. Solomon napsal, že Popper vede „téměř zcela neoprávněnou polemiku“ proti Hegelovi, kvůli který si Hegel vysloužil reputaci „morální a politické reakce“.
Indický politický teoretik Rajeev Bhargava argumentuje, že Popper „notoricky špatně čte Hegela a Marxe“ a jeho formulace jsou účelové na obranu liberálních politických hodnot „motivován stranickými ideologickými úvahami založenými kuriózně v těch nejabstraktnějších megafyzických premisách“. V práci Jona Stewarta The Hegel Myths and Legends (1996) je Popperova kniha zařazena jako práce propagující mýty o Hegelovi.
Nadace OSF, založená Georgem Sorosem, byla inspirována jménem a účelem právě Popperovou knihou.
Filozof Joseph Agassi připisuje Popperovi zásluhy za to, že ukázal, že historicismus je společným faktorem jak fašismu, tak bolševismu.